# 추정 (후한)
추정(鄒靖, ? ~ ?)은 중국 후한 말기의 무장이다.

## 행적
184년, 황건적의 난이 일어나던 당시 유비 등 의병들을 거느리고 황건적 토벌전에 가담하였다는 기록만 전해진다. 그러나 추정은 유언(劉焉)의 장수라고 되어 있지는 않다.

## 《삼국지연의》에서의 추정
《삼국지연의》에서의 내용을 따르면, 유언의 장수로 등장한다.
184년, 황건적의 난이 일어나자 유주 태수 유언에게 진언해 의용군을 모집하여 응모해 온 유비, 관우, 장비와 함께 정원지와 등무를 격파하였다.
그에 이어 청주 태수 공경(公經)이 원군을 요청하였을 때 유비와 함께 동행하였으며, 유비가 노식을 원호하기 위해 광종으로 가자 따로 동행했다.

## 같이 보기
- 삼국지 인물 목록